# 韓湘子
韓湘子（約794年—？），字清夫，是民間故事的“八仙”之一，拜呂洞賓為師學道。道教音樂《天花引》，相傳為韓湘子所作。後人認為韓湘子就是唐代文學家韓愈的侄孫韓湘，但亦有人考證過後，認為這只是後人把兩件本來互不相關的事件串联在一起而已。善于吹笛。

## 韓湘的生平
韩湘子故事的最早来源本出於唐朝，韓湘子的故事，其重點在於“度韓公”。韓公，就是韓愈。韓愈曾給侄孫韓湘寫過三首詩，即著名的〈左遷至藍關示侄孫湘〉一首和〈宿曾江口示侄孫湘〉二首。唐憲宗元和十四年（819年），韓愈以諫迎佛骨，貶為潮州刺史，行至藍關時，韓湘趕來同行，韓愈作〈左遷至藍關示侄孫湘〉詩：“一封朝奏九重天，夕貶潮陽路八千。欲為聖明除弊事，肯將衰朽惜殘年？雲橫秦嶺家何在？雪擁藍關馬不前。知汝遠來應有意，好收吾骨瘴江邊。”韓湘是韓愈的侄孫，〈祭十二郎文〉也就是紀念韓湘之父韓老成的文章，文中言：“汝之子，始十歲，吾之子，始五歲。”由此推知，韓湘約生於唐德宗貞元十年（794年）。

## 韓愈的「疏從子侄」

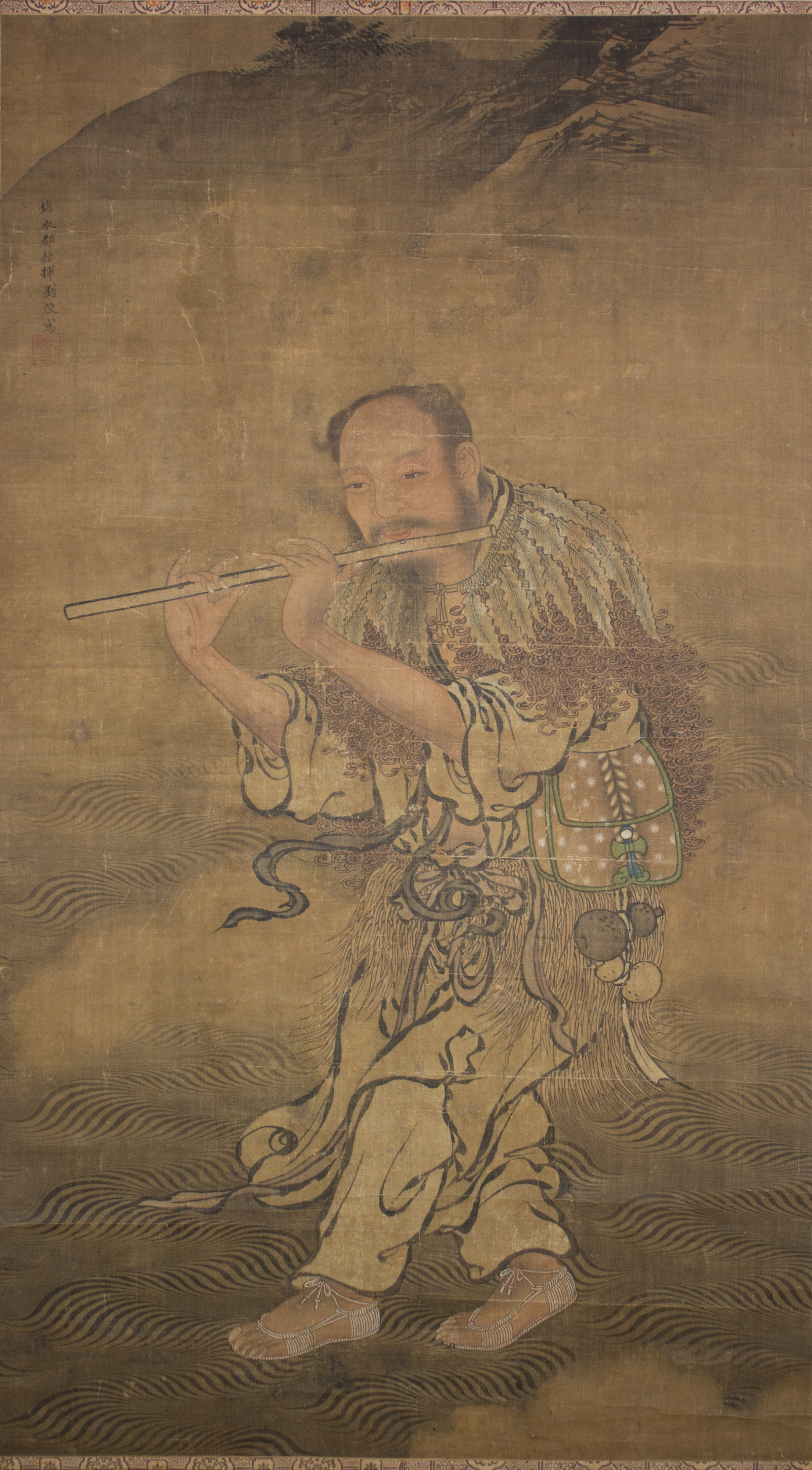
明刘俊画韩湘子

根據《酉陽雜俎》所記載，韓愈有一位從江淮來的子侄，被韓愈叫到書院裡讀書。不過他不好好讀書，反而去欺負同學。之後韓愈安排他去僧院讀書，又被僧院的住持投訴他狂率。韓愈罵他一事無成，他卻反說自己有本事使牡丹變色，並把這本事在韓愈面前表演，得到韓愈的稱讚。為此事他還寫了另一首詩〈徐州贈族侄〉詩，內容是：“擊門者誰子？聞言乃吾宗。自云有奇術，探妙有天工。”北宋仁宗年間劉斧《青瑣高議》記載，韓湘性好道術，自言“解造逡巡酒，能開頃刻花”。不過此事發生在韓愈出藍關之後，辭官回到江淮的事。但這件事後來亦被人錯誤的算入韓湘的身上。

## 民間傳說
韓湘子據說為歿後登仙。在他成仙之時，「看仙桃紅熟，上樹摘取，忽然樹枝斷了，因此摔落地上而死，身死而屍解。」因此，他實際上是屍解仙。

## 影視作品
- 1976年大陸版戲曲電影《八仙过海》：陆柏平饰韩湘子
- 1985年香港版ATV電視劇《八仙过海》：唐品昌饰韩湘子
- 1985年香港版TVB電視劇《杨家将》：萬梓良饰韩湘子
- 1985年大陸版電視劇《八仙的传说》：孫劍饰韩湘子
- 1991年台灣電視劇《韓湘子》：石峯飾韓湘子
- 1993年香港版電影《笑八仙》：温兆伦饰韩湘子
- 1996年香港版TVB電視劇《西游记》：王維德饰韩湘子
- 1998年新加坡版電視劇《东游记》：常铖饰韩湘子
- 1998年香港版TVB電視劇《西遊記（貳）》：王維德饰韩湘子
- 2002年大陸版電視劇《笑八仙之素女的故事》：游金鸣饰韩湘子
- 2006年大陸版電視劇《八仙传奇》：王淇饰韩湘子
- 2008年大陸版電視劇《八仙全传》：郭晉安饰韩湘子
- 2011年大陸版電視劇《碧波仙子》：高晓攀饰韩湘子
- 2014年大陸版電視劇《劍俠》：張倬聞饰韩湘子
- 2014年大陸版電視劇《蓬萊八仙》：徐海喬饰韩湘子
- 2016年大陸版電視劇《仙班校园》：汪汐潮饰韩湘子
- 2018年大陸版電視劇《小戏骨：八仙过海》：李嘉寶饰韩湘子

## 外部連結
- 三國大本營-歷史新天地：綠手指韓湘子 （页面存档备份，存于）